# Aeropuerto Regional de Rapid City
El Aeropuerto Regional de Rapid City o el Rapid City Regional Airport (IATA: RAP, OACI: KRAP, FAA LID: RAP) es un aeropuerto público localizado a ocho millas (13 km) al sureste del Distrito Financiero Central (CBD) de Rapid City, en  el condado de Pennington, Dakota del Sur. El aeropuerto cubre un área de 1655 acres (670 ha) y tiene dos pistas de aterrizaje.

## Aerolíneas y destinos

### Pasajeros
| Aerolíneas           | Destinos                                                |
| -------------------- | ------------------------------------------------------- |
| Allegiant Air        | Las Vegas, Orlando/Sanford, Phoenix/Mesa                |
| American Airlines    | Estacional: Charlotte                                   |
| American Eagle       | Dallas/Fort Worth Estacional: Charlotte, Chicago–O'Hare |
| Delta Air Lines      | Estacional: Atlanta, Mineápolis/St. Paul                |
| Delta Connection     | Mineápolis/St. Paul                                     |
| Sun Country Airlines | Estacional: Mineápolis/St. Paul                         |
| United Airlines      | Denver Estacional: Chicago–O'Hare                       |
| United Express       | Denver Estacional: Chicago–O'Hare                       |